# Personal Call
Personal Call är namnet på en halvtimmes radiopjäs skriven av Agatha Christie och framförd på BBC Radio Light Programme måndagen den 31 maj 1954. Pjäsen återanvänder karaktären kommissarie Narracott från romanen Mördande seans från 1931.

## Bakgrund
Christies officiella biografi uppger att pjäsen skrevs efter att hon och hennes man Max Mallowan återvänt från sin årliga sommarsäsong vid den arkeologiska utgrävningen i Nimrud 1952. Pjäsens producent Ayton Whitaker tyckte att manuset var "förstklassigt" och sa att det "till fullo utnyttjade radiotekniker och möjligheter". Det verkar som om Christie antingen inte specificerade Newton Abbot som en av platserna i pjäsen eller var glad över att den ändrades, och sa: "Vilken station som helst duger. Newton Abbots telefonkiosker och stationsgeografi måste naturligtvis granskas."
År 1960 gjorde BBC en nyinspelning av pjäsen, denna gång producerad av David H. Godfrey, och den sändes återigen i Light Programme, denna gång klockan 21.30 tisdagen den 29 november. Inga skådespelare från 1954 års produktion deltog i denna senare version, som recenserades av Frederick Laws i tidskriften The Listener: "den fungerade lika bra som de där väckarklockorna som också serverar dig en kopp te. Det gjorde också lite tvivelaktig problemlösning av det slag som psykologer påstår att sinnet gör i sömnen. Och det fuskades bara  lite övernaturligt. Det verkade, förstår ni, som om ett spöke använde telefontjänsten. Övertygad om att varken PMG (Postmaster General), makthavarna ovan eller miss Christie skulle tillåta detta, väntade man och avslöjandet var lämpligt anmärkningsvärt." Han avslutade: "Detektivhistorien verkar mot all sannolikhet komma tillbaka till radion."
Pjäsen har aldrig publicerats kommersiellt och fick sin första produktion sedan 1960 som en del av Agatha Christie Theatre Festival 2001 på Palace Theatre, Westcliff-on-Sea och har ibland spelats sedan dess som ett speciellt evenemang. Pjäsen ingick i Murder on Air, en specialproduktion från 22 april till 3 maj 2008 av Agatha Christie Theatre Company av tre av Christies radiopjäser (de andra två är Gul iris och Butter in a Lordly Dish) på Theatre Royal, Windsor.

## Handling
Ett cocktailparty är i full gång hemma hos James och Pam Brent i Kensington när de får ett telefonsamtal. Brents hushållerska mrs Lambs hämtar James och telefonisten kopplar vidare. Han hör en lätt eterisk röst som påstår sig tillhöra en kvinna som heter Fay. James är chockad och arg och kräver att få veta vem den som ringer egentligen är. Hon upprepar att hon är Fay, att hon är på Newton Abbots järnvägsstation och att hon väntar på honom. Pam kommer in i hallen från festen och en skakad James slänger på luren men vägrar säga vem den som ringde var. Han skickar tillbaka henne för att ta hand om sina gäster och ringer telefonisten för att ta reda på var samtalet kom ifrån. Han blir chockad när han får reda på att inget samtal har kommit fram till hans hus i dag. Pam kommer tillbaka från festen igen, misstänksam över vad som pågår. James försöker försäkra henne om att det inte är några problem. Pam berättar att hon har bjudit in två vänner som hon inte sett på länge att komma och spela bridge imorgon.
På en järnvägsstation frågar en kvinna en portier var telefonkiosken finns för fjärrsamtal. Efter att hon blivit pekad åt rätt håll vänder sig portieren till sin kollega och säger att hon påminner honom om någon – någon som har med en död kvinna att göra.
James och Pam spelar bridge med Evan och Mary Curtis när ett nytt samtal kommer in. Efter att James har gått in i hallen för att ta den, erkänner Pam för Mary att hon är orolig eftersom gårdagens samtal gjorde honom så upprörd. Mary föreslår att hon ska lyssna via sovrumsförlängningen. Pam gör det och hör när "Fay" pratar med James igen. Han kräver att få veta vem hon är och varifrån hon ringer. För att få bekräftelse öppnar hon dörren till kiosken och han hör vaktens rop som tillkännager Newton Abbots järnvägsstation. Fay frågar om han har lagt märke till klockan – klockan är 19.15 och hon säger att hon väntar på honom. Återigen slänger James på luren. Hans vänner märker hans skakade tillstånd när han kommer tillbaka till dem och han berättar att han har huvudvärk. De bestämmer sig för att lämna honom och lovar att träffa James och Pam igen efter deras resa till Frankrike, som börjar i övermorgon. De går och strax därefter frågar Pam vem Fay är och erkänner att hon lyssnat på samtalet. James berättar för henne att Fay var det namn han kallade sin första fru, trots att Pam visste att hon hette Florence och att hon dog för ett år sedan. James berättar för henne att dödsfallet var en olycka. De befann sig på Newton Abbot-stationen och Fay drabbades av yrsel och hamnade i vägen för ett mötande tåg – klockan 19.15. James försöker avfärda incidenten med spöktelefonen och ser fram emot deras resa till Frankrike.
Nästa dag får Pam ett telefonsamtal från deras advokat mr Enderby. Han har sörjt för deras testamente som det är ordnat och vill nu veta om han ska behålla det eller om han ska skicka det vidare till deras bank. Pam berättar för honom om banken och mr Enderby avslutar samtalet med att önska henne en trevlig och avkopplande semester och han hoppas att hon ska återhämta sig från de yrselanfall hon lidit av som James hade berättat om. Skakad tackar Pam honom och avslutar samtalet – hon har inte lidit av några yrselanfall, men innan hon hinner reda ut saken får hon ett andra samtal. Den spöklika uppringaren utger sig för att vara Fay Mortimer och säger åt Pam att inte resa till Frankrike i ett tåg med James. När samtalet är avslutat kommer James hem och Pam frågar honom vem Fay Mortimer är – hon trodde att hans första fru hette Garland. James är rasande men Pam är fast besluten att gå till Newton Abbot nästa dag och vara där klockan 19.15 för att se vad som händer. Om James inte vill följa med henne, kommer hon att gå ensam.
Nästa dag är de två på stationen på utsatt tid. Pam får James att berätta om händelseförloppet och James berättar återigen om Fays yrselanfall. Pam använder denna uppmaning för att berätta för James om mr Enderbys kommentarer på telefon igår. James är irriterad men innan samtalet hinner fortskrida går Fay själv längs perrongen mot dem och säger att hon har väntat på honom sedan han knuffade henne under tåget året innan. Chockad och panikslagen backar James och faller i vägen för ett tåg som passerar. Pam svimmar.
Hon kvicknar till på stationsmästarens kontor och polisinspektör Narracott böjer sig över henne. Han berättar för henne att hennes man är död. Det är tur för henne eftersom han inte tvivlar på att hon inte skulle ha överlevt resan till Frankrike. James har mördat tre fruar tidigare på samma sätt: en i Skandinavien, en i Wales och den sista här på Newton Abbot för ett år sedan. Hon introduceras för "Fay" – det är i själva verket den döda flickans mor som med en röst som låter likadan och sminkad för att se yngre ut, gått med på att hjälpa polisen att fånga den som mördat hennes dotter. Första gången hon ringde var hon i London, andra gången var i Newton Abbot men ingen svarde den tredje gången hon ringde. Pam säger att hon misstog sig – hon pratade med henne och Fays mamma varnade henne för att åka tåg med James. Fays mamma säger till henne att det är hon som har misstagit sig. Hon har aldrig pratat med Pam förut. Pam är mer förvirrad än någonsin – vem har hon pratat med?